# Resolució 1877 del Consell de Seguretat de les Nacions Unides
La Resolució 1877 del Consell de Seguretat de les Nacions Unides fou adoptada per unanimitat el 7 de juliol de 2009. A proposta d'Àustria, el Consell va ampliar el mandat d'11 jutges permanents del Tribunal Penal Internacional per a l'antiga Iugoslàvia fins al 31 de desembre de 2010 o fins a la finalització dels casos tingués assignats, instant-lo a adoptar totes les mesures possibles per completar el seu treball amb rapidesa. També va decidir que abans del 31 de desembre de 2009 revisaria l'ampliació del mandat dels jutges permanents membres de la Cambra d'Apel·lacions.
En virtut del Capítol VII de la Carta de les Nacions Unides, el Consell també va prorrogar fins a la mateixa data el mandat de 19 magistrats ad litem i va decidir que el Secretari General podria nomenar més jutges ad litem per acabar els judicis en curs, a petició del president del TPIAI, Serge Brammertz.